# Simon Armitage
Simon Robert Armitage CBE FSRL (Huddersfield, 26 de maio de 1963) é um poeta, dramaturgo e romancista britânico, nomeado poeta laureado do Reino Unido em 10 de maio de 2019. É, ainda, professor de poesia da Universidade de Leeds e sucedeu Geoffrey Hill como professor de poesia da Universidade de Oxford.